# Преко
Преко је насељено место и седиште општине у Задарској жупанији, на острву Угљану, Република Хрватска.

## Историја
До територијалне реорганизације у Хрватској налазило се у саставу бивше велике општине Задар.

## Становништво
На попису становништва 2011. године, општина Преко је имала 3.805 становника, од чега у самом Преку 1.286.

## Попис 1991.
На попису становништва 1991. године, насељено место Преко је имало 1.759 становника, следећег националног састава:
| Попис 1991.‍   | Попис 1991.‍  | Попис 1991.‍ | Попис 1991.‍ | Попис 1991.‍ |
| ------------- | ------------ | ----------- | ----------- | ----------- |
|               |              |             |             |             |
| Хрвати        | Хрвати       |             | 1.669       | 94,88%      |
| Муслимани     | Муслимани    |             | 4           | 0,22%       |
| Срби          | Срби         |             | 4           | 0,22%       |
| Албанци       | Албанци      |             | 3           | 0,17%       |
| Словенци      | Словенци     |             | 3           | 0,17%       |
| Словаци       | Словаци      |             | 1           | 0,05%       |
| остали        | остали       |             | 2           | 0,11%       |
| неопредељени  | неопредељени |             | 1           | 0,05%       |
| непознато     | непознато    |             | 72          | 4,09%       |
| укупно: 1.759 |              |             |             |             |